# Cantharis pulicaria
Cantharis pulicaria (лат.) — вид жуков-мягкотелок.

## Описание
Длина тела взрослых насекомых (имаго) 7—8 мм. Узкие передние и задние края переднеспинки жёлтые. Второй членик усиков вдвое короче третьего.

## Охрана
Охраняется на территории Карпатских стран.

## Распространение
Встречается в Испании, Центральной Европе, Турции, Украине